# 볼고그라츠키 프로스펙트역
볼고그라츠키 프로스펙트 역(러시아어: Волгоградский проспект)은 모스크바 지하철 타간스코 크라스노프레스넨스카야 선의 역이다. 역명은 볼고그라드로 직접 가는 것은 아니지만 모스크바 중심에서 러시아의 남서쪽까지 시외 고속도로로 이어지는 인근 도로의 이름을 따서 명명되었다.

## 역사
1966년 12월 31일에 개장하였다.

## 설계
볼고그라츠키 프로스펙트 역은 건축가 V로서 혁신적인 디자인의 첫 징후를 보여주는 1960년대 기둥 트라이스판 표준 장식을 약간 수정하는 디자인으로 건설되었다. 플랫폼의 폭은 좁은 편으로 벽에 걸린 흰색 도자기 타일은 플랫폼에 45도 정도 배치되어 있으며, 스탈린그라드 전투(예술가 E)를 묘사한 양극화된 알루미늄으로 금속으로 장식되어 있다. 기둥은 하얀 대리석으로, 바닥은 회색 화강암으로 되어 있다. 본 역은 두 개의 지하 대합실과 유리로 된 콘크리트 장식들로 되어 있다.

## 지리
볼고그라츠키 프로스펙트 역 인근에서는 탈랄리킨과 노보스타포브스카야 거리로 갈 수 있을 뿐만 아니라 AZLK 자동차 공장으로 직접 갈 수 있다.

## 환승
볼고그라츠키 프로스펙트 역에서는 모스크바 중앙 순환선의 우그레시스카야 역으로 갈아탈 수 있지만, 역을 나와서 도보로 약 16분 거리에 위치하여 동선이 긴 편에 속한다.

## 같이 보기
- (러시아어) metro.ru